# Problem
Problém (starogrško πρόβλημα: próblēma) je nerešena naloga ali neželen položaj. 
Problemi se pojavijo na različnih področjih:
- V matematiki je problem vprašanje o nekem matematičnem objektu in njegovih lastnostih. Vprašanja so lahko zelo svojevrstna (na primer »Katero realno število je rešitev enačbe x2 − 1 = 0?«) ali pa povsem splošna. Matematični problemi se pojavljajo v obliki domnev, rešeni pa običajno postanejo znani izreki. Razlikovanje med izreki in problemi je vpeljal Oinopid.
- Problem v družbi.